# Goumoens-le-Jux
Goumoens-le-Jux (toponimo francese; fino al XVIII secolo Le Craux) è una frazione di 43 abitanti del comune svizzero di Goumoëns, nel Canton Vaud (distretto del Gros-de-Vaud).

## Storia

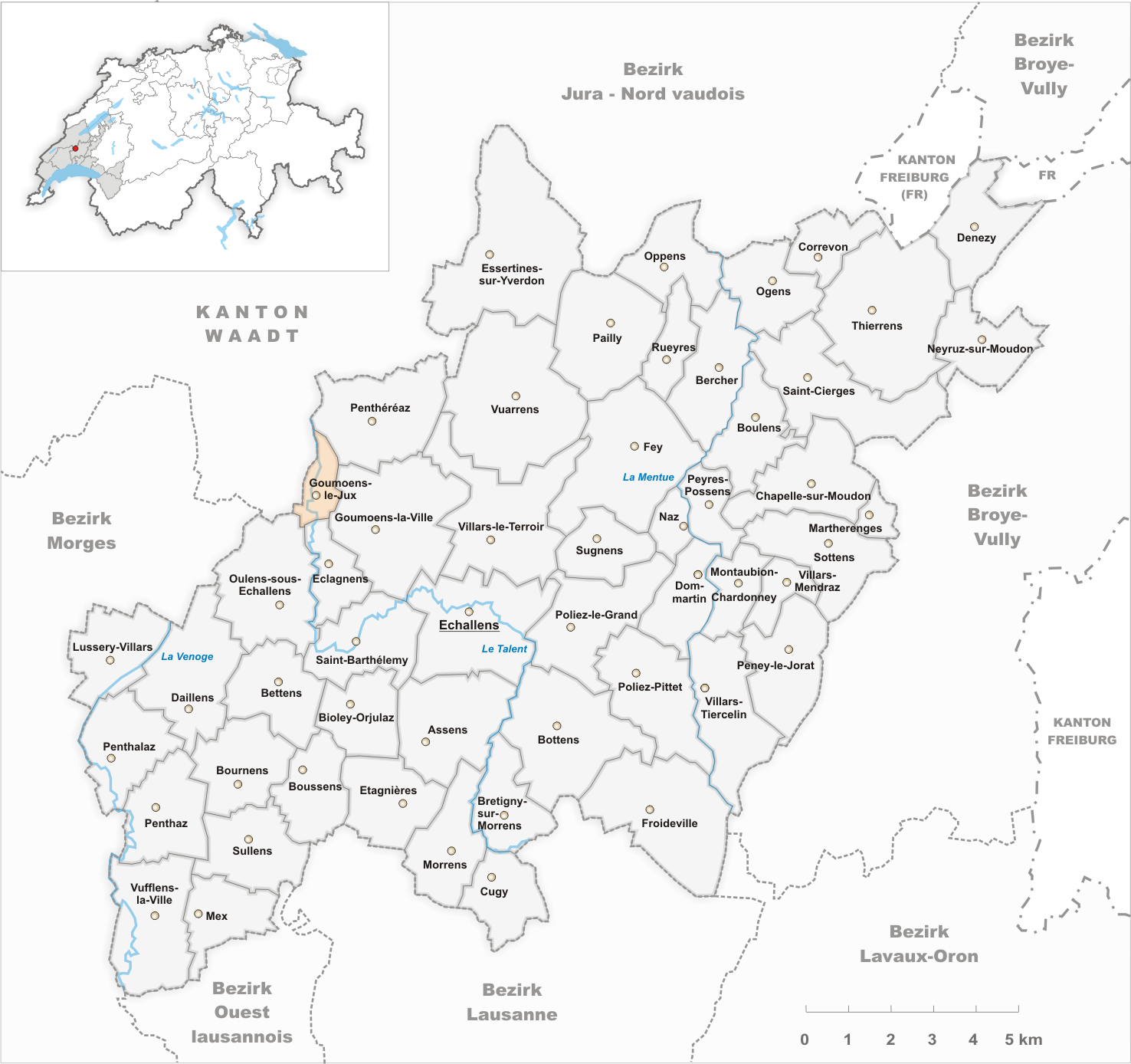
Il territorio del comune di Goumoens-le-Jux prima degli accorpamenti comunali del 2011

Già comune autonomo che si estendeva per 1,29 km², nel 2011 è stato accorpato agli altri comuni soppressi di Eclagnens e Goumoens-la-Ville per formare il nuovo comune di Goumoëns.

### Simboli
Nel 1919 il comune adottò lo stemma
degli ex signori di Goumoëns, con una rotella di sperone a sostituire la quinta conchiglia al centro della croce.

## Società

### Evoluzione demografica
L'evoluzione demografica è riportata nella seguente tabella:
Abitanti censiti

## Amministrazione
Ogni famiglia originaria del luogo fa parte del cosiddetto comune patriziale e ha la responsabilità della manutenzione di ogni bene ricadente all'interno dei confini della frazione.